# 霞ヶ浦高等学校附属中学校・霞ヶ浦高等学校
霞ヶ浦高等学校附属中学校・霞ヶ浦高等学校（かすみがうらこうとうがっこうふぞくちゅうがっこう・かすみがうらこうとうがっこう）は、茨城県稲敷郡阿見町に位置する私立中学校・高等学校（中高一貫校）。

## 概要
レスリング部、ヨット部、吹奏楽部、野球部は、強豪校として知られている。バレーボール部も、春高・国体などに毎年出場している。硬式テニス部も全国大会に多々出場し優秀な成績を修めている。野球部も1990年の第62回選抜高等学校野球大会、2015年の第97回全国高等学校野球選手権大会、2019年の第101回全国高等学校野球選手権大会に出場した。2024年の第106回全国高等学校野球選手権大会で甲子園初勝利。
- 野球部は2000年代後半以降、県内では上位進出の常連校となり、2015年は夏の県大会決勝戦で日立一を下して選手権初出場を決め、2019年は夏の県大会決勝戦で常磐大高に圧勝して4年ぶり2回目、2024年には夏の県大会決勝戦でつくば秀英に勝利し5年ぶり3回目の選手権出場を果たした。そして、全国大会では初勝利を果たし、同校悲願の初校歌を果たした。

- 吹奏楽部は2022年第28回全日本吹奏楽コンクール東関東大会A部門に出場し銀賞を受賞2023年度  第24回東関東選抜吹奏楽大会で金賞を受賞、同年第29回全日本管楽合奏コンテスト全国大会高校生B部門に出場しヤマハ賞を受賞した。
- 開校以来男子校だったが、2004年度から女子を受け入れるようになり男女共学となった。

## 沿革
- 1946年 - 霞浦農科大学[注釈 1]併設の中等学校（実業学校）として霞ヶ浦農業学校[注釈 2]が開校。
- 1947年 - 学制改革に伴い、霞ヶ浦農業学校併設中学校開校（翌年募集停止）。
- 1949年 - 霞ヶ浦農業学校を改組して、霞ヶ浦高等学校（普通科・農業科）開校。
- 1955年 - 農業科を廃止。
- 1956年 - 衆議院議員の赤城宗徳が理事長・校長に就任。理事長には1967年まで、校長には1990年まで在任した。
- 1977年 - 防音校舎が一部落成（私立高校の防音校舎は全国初）。
- 1992年 - 総合体育館落成。
- 2004年 - 女子生徒の受け入れ開始、男女共学となる。
- 2009年 - 霞南至健中学校開校。
- 2012年 - 霞南至健中学校一期生が卒業。
- 2017年 - 霞南至健中学校を霞ヶ浦高等学校附属中学校へ校名変更。
- 2021年 - 茨城県の高校では初となる國學院大学との連携協定を締結。
- 同年5月1日 - 霞ヶ浦高等学校開校75周年を迎える。
- 同年6月6日 - 総面積約590平方メートルの音楽ホールが落成する。
- 2022年6月9日 - 霞ヶ浦高等学校付属中学校の閉校を発表 全ての生徒が卒業する2024年度末をもって閉校する。

## 教育課程の類型

### 霞ヶ浦高等学校附属中学校
霞ヶ浦高等学校附属中学校から霞ヶ浦高等学校「特進選抜コース」に内部進学するコース、難関高校を目指すコースが選択できる。
- 中高連携コース（中高一貫コース）：霞ヶ浦高等学校特進選抜コースとともに中高一貫教育を行う6年制コース。外部の生徒とともに霞ヶ浦高等学校の入試を受験する。特進選抜コースに進学できる生徒のほとんどは特待生になっている。
- 外部受験コース（高校受験対策コース）： 茨城県立高等学校（一定規準以上の学校のみ）の入学試験合格を目標とする3年制コース。

### 霞ヶ浦高等学校
霞ヶ浦高等学校では3コース4クラスを設置しており、それぞれカリキュラムが異なる。
- 特進選抜コース（特進選抜クラス）：難関国公立大学の現役合格をめざす。
- 特進コース（特進Sクラス・特進Zクラス）：中堅私立大学・難関私立大学の現役合格をめざす。
- 総合進学コース（総合進学クラス）：短大・専門学校・就職など多岐にわたる進路にこたえる。

## 霞ヶ浦高校の著名な出身者
レスリング
- 平澤光秀
- 奥山恵二
- 轟賢二郎
- 太田拓弥
- 高塚紀行
- 稲葉泰弘
- 石田光洋
- 樋口黎
- 小川翔太
- 彰人

野球
- 上野忠
- 綾部翔
- 根本薫
- 佐野如一
- 遠藤淳志
- 鈴木寛人
- 赤羽蓮
- 日渡騰輝
- 木村優人
- 乾健斗

その他
- 桜井ミヤト（漫画家）[5]
- 吉田 悠嗣（第64次南極地域観測隊）